# ShinMaywa US-2
ShinMaywa US-2 — японский самолёт-амфибия, предназначенный для выполнения поисково-спасательных работ. Разработан японской фирмой ShinMaywa для Морских сил самообороны Японии, но также активно предлагается на экспорт. Самолёт является преемником уже устаревшего Shin Meiwa US-1.

## История создания
Предшественник Shin Meiwa US-1 был хорошим самолётом, но имел некоторые недостатки. В частности, Морские силы самообороны Японии заявляли, что ему не хватало манёвренности после приводнения, а также хорошего медицинского оборудования для перевозки больных, а так как самолёт использовался как спасательный, это было важно. Компания-создатель решила создать новую модель, которая удовлетворила бы потребности оборонного ведомства. Работы начались в 1991 году. К работе были подключены различные японские корпорации, такие как Fuji и Mitsubishi. Последняя, например, создавала крылья и стабилизаторы. Первый прототип был готов к июлю 2003 года, и в декабре совершил первый полёт. 24 марта 2004 года он был передан японским военным для испытаний. Второй прототип был готов к весне 2004 года и в июле совершил первый полёт.

## Модификации
- XUS-2 — прототип. Построен в 2 экземплярах.
- US-2 — модификация для Морских сил самообороны Японии. Построено 3 экземпляра.
- US-2i — модификация для ВМС Индии.

## Операторы
- Япония — 5

### Заказы
- Индия — самолёт победил в тендере на поставку самолётов-амфибий. Достигнута предварительная договорённость о заказе. Планируется поставить 15 самолётов, но конечная цифра будет зависеть от цены, которую сможет предложить Япония. Самолёты планируется размещать на Андаманских и Никобарских островах.[1]
- Индонезия — Япония предложила самолёт Индонезии. Военные данной страны уже заинтересовались и подготавливают требования.[2]

## Тактико-технические характеристики
Источник данных: ShinMaywa Industries, Ltd.Aircraft Website.

Технические характеристики
- Экипаж: 11 человек
- Пассажировместимость: 20 человек
- Длина: 33,3 м
- Размах крыла: 33,2 м
- Высота: 9,8 м
- Площадь крыла: 135,8 м²
- Масса пустого: 25630 кг
- Максимальная взлётная масса: 47700 кг
- Силовая установка: 4 × Турбовинтовые Rolls-Royce AE2100J
- Мощность двигателей: 4 × 4591 (4 × 3424)
- Воздушный винт: Dowty R414
- Вспомогательная силовая установка: 1 ×  LHTEC T800

Лётные характеристики
- Максимальная скорость: 560 км/ч
- Крейсерская скорость: 480 км/ч
- Практическая дальность: 4700 км
- Практический потолок: 7195 м

## Изображения
T-1 :
|  |  |  |
|  |  |  |